# Cielowce
Cielowce (biał. Цілеўцы; ros. Тилевцы) – wieś na Białorusi, w obwodzie witebskim, w rejonie brasławskim, w sielsowiecie Słobódka.

## Historia
W latach 1921–1945 wieś leżała w Polsce, w województwie nowogródzkim (od 1926 w województwie wileńskim) w powiecie brasławskim, w gminie Brasław, a następnie w gminie Słobódka.
Według Powszechnego Spisu Ludności z 1921 roku zamieszkiwało tu 191 osób, wszystkie były wyznania rzymskokatolickiego i zadeklarowały polską przynależność narodową. Było tu 36 budynków mieszkalnych. W 1931 w 32 domach zamieszkiwało 147 osób.
Wierni należeli do parafii rzymskokatolickiej w Ikaźni. Miejscowość podlegała pod Sąd Grodzki w Brasławiu i Okręgowy w Wilnie; właściwy urząd pocztowy mieścił się w Ikaźni.